# سبط بن جوزی
سبط بن جوزی (شمس‌الدین ابوالمظفر یوسف بن حسام الدین قزاوغلی بن عبدالله ترکی عونی هبیری بغدادی) (زاده: بغداد ۵۸۲هجری قمری -درگذشت: بغداد، ۶۵۴) مورخ و واعظ بود. وی نواده عبدالرحمان بن جوزی محدث و واعظ می‌باشد. مادرش رابعه دختر عبدالرحمان بن جوزی بود.

## آثار
- تذکرة الخواص من الامة بذکر خصائص الائمة
- مرآت الزمان فی تاریخ الاعیان
- جوهرة الزمان
- منتهی السؤول فی سیرة الرسول
- تلخیص الجامع الکبیر
- شرح البدایة ( اصلی آن از ابوالحسن مرغینانی حنفی است)
- شرح روح العارفین
- اللوامع فی احادیث المختصر و الجامع
- معادن الابریز
- النضید فی مسائل التوحید
- نهایة الصنایع فی شرح المختصر و الجامع